# Vestigia (biologia)
Sono considerate vestigia (dal latino vestigium, impronta, orma) quegli elementi di un organismo (per esempio l'Uomo) che in esso persistono, ma che hanno perso del tutto la funzionalità che invece avevano in un antenato o nell'embrione.
Si possono individuare due tipi di vestigia: filogenetico e ontogenetico. Nel primo caso, un esempio classico è l'appendice vermiforme, residuo intestinale erbivoro, nel secondo l'ombelico.
Un elemento vestigiale può non aver alcun ruolo nell'organismo, come l'epooforon nella donna, oppure può avere ancora qualche funzione, come i denti del giudizio, o ancora aver cambiato funzione, come il sacco vitellino nell'embrione umano.

## Nell'essere umano
Verso la fine del XIX secolo, nel contesto dell'affermarsi della teoria evoluzionistica, vennero definiti vestigiali diversi organi umani cui più tardi venne invece riconosciuta una funzione effettiva, come il timo.
Tra gli ultimi elementi che si considerano vestigia nell'uomo vi sono:

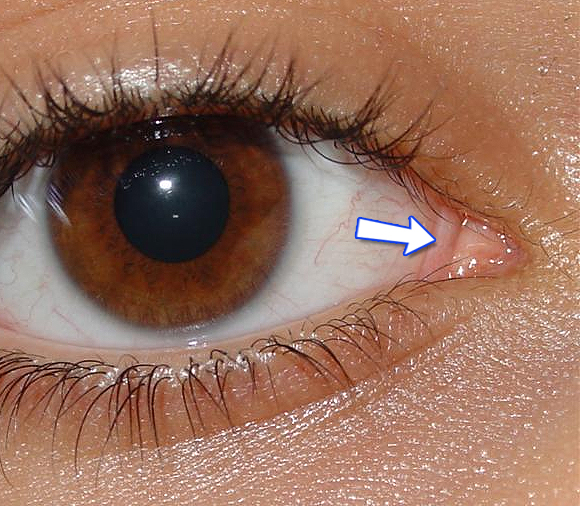
Plica semilunare, residuo della membrana nittitante che in altri mammiferi, negli uccelli, nei rettili e negli anfibi è molto più sviluppata e può essere distesa sull'occhio, a palpebra aperta, svolgendo una funzione di protezione e lubrificazione.

- i muscoli erettori del pelo. Negli animali con pelo folto permettono di aumentare la capacità coibentante della pelliccia e, in certi casi, di apparire più massicci ai nemici.[1]
- i peli folletto, ossia peli atrofizzati (che ricoprono quasi tutta la superficie del nostro corpo) che una volta formavano una folta pelliccia. Essi sono difficili da notare perché estremamente fini e non pigmentati.
- la plica semilunare della congiuntiva dell'angolo interno dell'occhio, residuo della membrana nittitante.
- il coccige, residuo della coda.[1]
- l'organo vomeronasale, attualmente scollegato dall'encefalo, che in passato serviva a percepire i feromoni sprigionati da altri individui.[1]
- i tubercoli di Darwin (presenti in una piccola percentuale della popolazione): residuo dell'articolazione grazie alla quale gli animali possono muovere e orientare i padiglioni auricolari.[1]
- l'appendice vermiforme, residuo di una parte ancestrale di intestino.
- il gene che codifica per l'enzima L-gulonolattone ossidasi: è presente nel genoma umano, nei primati e nel genere cavia ma non codifica per nessun enzima. È definito pseudogene.
- la dentatura eterodonte. In virtù delle moderne abitudini alimentari non è più necessaria la differenziazione funzionale tra i denti (in particolare i canini).
- il muscolo palmare lungo, un muscolo residuale dell'avambraccio, incostante o assente negli umani moderni, la cui presenza non sembra apportare funzionalità articolare né forza fisica.

## Negli altri animali
- gli abbozzi di ossa degli arti posteriori dei cetacei.
- le ali degli uccelli non volatori.
- il cinto pelvico nei serpenti.
- occhi rudimentali non funzionanti e ricoperti di tegumento nei pesci di fondale della famiglia Amblyopsidae.

## Organi vestigiali ed evoluzione delle specie
Oggi gli organi vestigiali sono interpretati come "relitti evolutivi" che erano funzionali negli antenati.
Poiché la loro esistenza sarebbe difficilmente spiegabile nell'ipotesi di fissità delle specie, essa costituisce una prova dell'evoluzione.